# Courtfield Road
Courtfield Road est une rue de Londres dans le quartier de Kensington.

## Situation et accès
Courtfield Road débute à l'angle de Gloucester Road et Courtfield Gardens.
Ce site est desservi par les lignes  Circle  District  Piccadilly à la station de métro Gloucester Road.

## Bâtiments remarquables et lieux de mémoire
- Entre le 1 Courtfield Road et Gloucester Road se situe la station de métro Gloucester Road (métro de Londres).
- La Gloucester Arcade se situe dans la rue[1].
- Le Holiday Inn London Kensington se situe entre Courtfield Road et Cromwell Road[2].
- Le Millennium Gloucester Hotel se situe entre Courtfield Road et Harrington Gardens. L'adresse est au 140 Gloucester Road mais son entrée principale se situe sur Courtfield Road[3].
- Le jardin Courtfield Gardens se situe au bout de la rue[4].

### Personnalités liées à la rue
- En 1965, Brian Jones, des Rolling Stones, a vécu au 15 de Courtfield Road[5].